# Кошмари на Елм Стрийт 3: Воини в сънищата
„Кошмари на Елм Стрийт 3: Воини в сънищата“ (на английски: A Nightmare on Elm Street 3: Dream Warriors) е американски слашър филм на ужасите от 1987 г.

## Сюжет
Внимание:  Текстът по-долу разкрива сюжета на произведението (или части от него)!
Действието се развива няколко години по-късно след събитията в първия филм, в психиатрична клиника, където работи Нанси Томпсън. Тя вече е терапевт и помага на трамватизирани от сънищата си тийнейджъри. Никой от тях не подозира, че за това е отговорен Фреди Крюгер.

## Актьорски състав
- Хедър Ленгенкемп – Нанси Томпсън
- Робърт Енглънд – Фреди Крюгер
- Патриша Аркет – Кристен Паркър
- Лорънс Фишбърн – Макс Даниълс
- Дженифър Рубин – Тарин Уайт
- Крейг Уосън – д-р Нийл Гордън
- Кен Сагъс – Ролънд Кинкейд
- Родни Ийстмен – Джоуи Кръсел
- Брадли Грег – Филип Андерсън
- Жа Жа Габор – играе себе си